# 肺癌分期
肺癌是依照 TNM 系統（tumor-node-metastasis）分期，T代表腫瘤本身的大小或是侵犯範圍，N代表周邊淋巴結侵犯及轉移，M代表遠端轉移。臨床上，醫師會依據影像檢查、病理報告等資訊決定TNM各自的分數（例如：T2N2M0）。而根據TNM分數的不同，可以將癌症歸類至四個分期（非小細胞肺癌只是期中一個例子），而視需要，分期下又可細分為a與b。下表採用美國癌症協會（AJCC）第八版所制定的分級方式。非小細胞肺癌（NSCLC）和小細胞肺癌（SCLC）皆可使用該分期系統，但對於小細胞肺癌來說此分期意義不若非小細胞肺癌明顯。

## TMN分級
非小細胞肺癌的TMN分期：

### T
- T0 - 無原發腫瘤。
- Tis- 原位癌。
- T1 - 腫瘤小於三公分，且腫瘤未侵犯至其他週邊組織。
  - T1a(mi)：微侵犯的腺癌
  - T1aSS：位於中心氣道表面的腫瘤。大小不限，只要三公分以下都歸於此類，但腫瘤僅限於氣管及支氣管壁。
  - T1a：腫瘤不大於1公分（ ≤1 cm）
  - T1b：腫瘤大於1公分（ >1 cm），但不大於2公分（ ≤2 cm）
  - T1c：腫瘤大於2公分（ >2 cm），但不大於3公分（ ≤3 cm）

- T2 - 符合下列其中一項標準，且未達T3或T4的任一標準

- 腫瘤大於3公分（ >3 cm），但不大於5公分（ ≤5 cm）
- T2Visc Pl：腫瘤進犯臟層胸膜（viceral pleura）。但若 >3≤4 cm ，歸於T2a；若 >4≤5 cm 歸於T2b
- T2Centr：因腫瘤引起肺塌陷（atelectasis）或阻塞性肺炎（obstructive pneumonitis），影像上延伸至肺門（hilum）。
- T2a：腫瘤大於3公分（ >3 cm），但不大於4公分（ ≤4 cm）
- T2b：腫瘤大於4公分（ >4 cm），但不大於5公分（ ≤5 cm）

- T3 - 腫瘤大於5公分（ >5 cm），但不大於7公分（ ≤5 cm），或符合下面任一條件，但未及T4：

- T3Inv：腫瘤進犯胸壁、心包、膈神經
- T3Satell：單一肺葉有超過一顆獨立結節

- T4 -  腫瘤大於7公分（ >7 cm），或符合下面任一條件

- T4Inv：腫瘤侵犯至縱隔腔、橫膈、心臟、大血管、喉返神經、氣管隆凸（Carina）、氣管、食道、脊椎骨
- T4Ipsi Nod：腫瘤細胞同時出現於同側不同肺葉

### N
- Nx - 淋巴結侵犯、轉移未知。
- N0 - 無周邊淋巴結侵犯、轉移。
- N1 - 腫瘤侵犯或轉移至原發腫瘤同側之支氣管周圍淋巴結（peribronchial lymph nodes）、肺內淋巴結（intrapulmonary lymph nodes）或肺門淋巴結（hilar lymph nodes）。
- N2 - 腫瘤侵犯或轉移至原發腫瘤同側之縱隔腔淋巴結（mediastinal lymph nodes）或氣管隆凸下淋巴結（subcarinal lymph nodes）。
- N3 - 腫瘤侵犯或轉移至原發腫瘤對側之縱隔腔或肺門淋巴結，或有無論同對側的鎖骨上淋巴結（supraclavicle lymph nodes）轉移。

### M
- Mx - 遠端轉移未知。
- M0 - 無遠端轉移。
- M1 - 有遠端轉移。若原發腫瘤之對側肺亦發現腫瘤，亦視為遠端轉移。
  - M1aPl Dissem：有惡性腫瘤引致的肋膜積液、心包積液。抑或肋膜或心包上有結節生成。
  - M1b：單一胸外轉移
  - M1c：多重胸外轉移

## 期別
根據以上TNM之分數，可將腫瘤分為第一期至第四期，在非小細胞肺癌中，第一期至第三期又可細分為a、b、C期。
| T/M | 類別 | N0   | N1   | N2   | N3   |
| --- | ---- | ---- | ---- | ---- | ---- |
| T1  | T1a  | IA1  | IIB  | IIIA | IIIB |
| T1  | T1b  | IA2  | IIB  | IIIA | IIIB |
| T1  | T1c  | IA3  | IIB  | IIIA | IIIB |
| T2  | T2a  | IB   | IIB  | IIIA | IIIB |
| T2  | T2b  | IIA  | IIB  | IIIA | IIIB |
| T3  | -    | IIB  | IIIA | IIIB | IIIC |
| T4  | -    | IIIA | IIIA | IIIB | IIIC |
| M1  | M1a  | IVA  | IVA  | IVA  | IVA  |
| M1  | M1b  | IVA  | IVA  | IVA  | IVA  |
| M1  | M1c  | IVB  | IVB  | IVB  | IVB  |

小細胞肺癌不使用TNM系統作為分期，只分局限期（limited stage）和廣泛期（extensive stage）。